# Львівський портал
ІА «Львівський портал» (portal.lviv.ua) — перше відкрите інформагентство Львова, що розпочало роботу 23 жовтня 2003 року. Мова публікацій українська. На сайті публікують актуальні новини Львова та Львівської області, а також найважливіші загальноукраїнські події.  

## Історія
Засновником «Львівського порталу» є львівський журналіст Юрій Лобан.
9 травня 2016 року «Львівський портал» був повністю заблокований на вимогу Роскомнагляду. Німецький хостер «Львівського порталу» отримав напередодні скарги від Роскомнагляду і, не отримавши роз’яснень від редакції, заблокував сайт.
«Лише після довгих переписувань з хостером і аргументів, що «Львівський портал» є засобом масової інформації на території України, що жодним чином не порушив законодавство України і не отримував попередження про правопорушення від правоохоронних органів України – спільними зусиллями сайт запустили».
З 2019 року його офіційною власницею стала медійниця Тетяна Овчаренко.
Під час пандемії коронавірусної хвороби 2019 Львівський портал публікував чимало новин про вакцинацію.
У травні 2022 року Львівський портал підписав заклик відсторонити ведучих нацмарафону, які мають проросійський бекґраунд.
У вересні 2022 року Львівський портал як регіональне медіа отримав високу оцінку за дотримання стандартів журналістики в Україні.